# Konferencja genewska (1955)

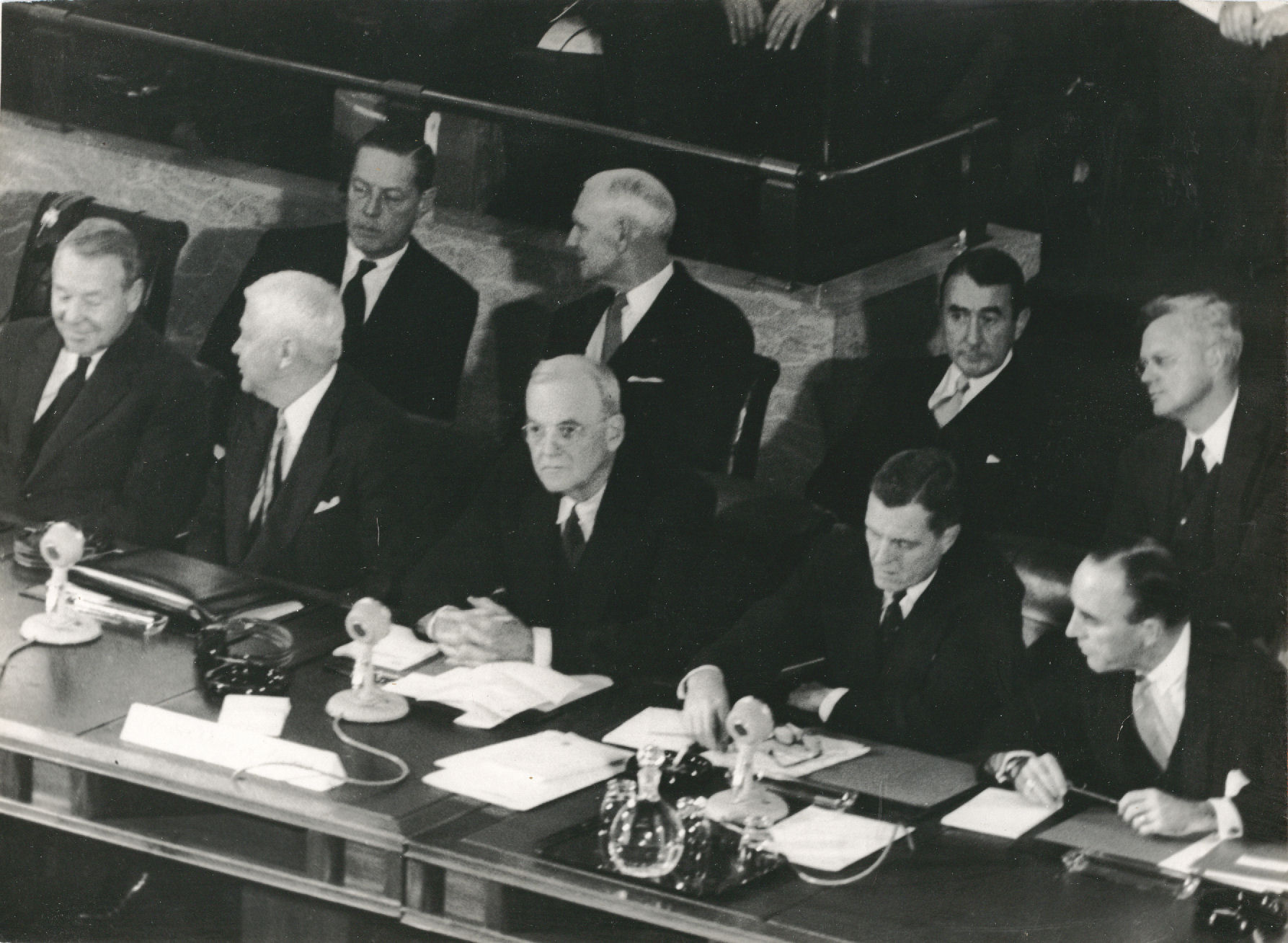
Amerykańska delegacja

Konferencja genewska lub szczyt genewski – spotkanie z udziałem przywódców Francji, Stanów Zjednoczonych, ZSRR i Wielkiej Brytanii, które odbyło się w dniach 18 – 23 lipca 1955 w Genewie.

## Historia
Główną misją szczytu było zmniejszenie napięć międzynarodowych. W konferencji uczestniczyli między innymi: premier Wielkiej Brytanii Anthony Eden, prezydent USA Dwight Eisenhower, premier ZSRR Nikołaj Bułganin, premier Francji Edgar Faure, sekretarz stanu Stanów Zjednoczonych John Foster Dulles, minister spraw zagranicznych Wielkiej Brytanii Harold Macmillan, minister spraw zagranicznych Francji Antoine Pinay, minister spraw zagranicznych ZSRR Wiaczesław Mołotow i Nikita Chruszczow. Głównymi tematami omawiany na konferencji było zjednoczenie Niemiec, rozbrojenie i zakaz użycia broni jądrowej, zwiększenie ogólnego bezpieczeństwa w Europie i położenie kresu zimnej wojnie. W czasie spotkania prezydent Stanów Zjednoczonych Dwight Eisenhower zaproponował podpisanie traktatu o otwartych przestworzach, który pozwalałby latać nieuzbrojonym samolotom szpiegowskim nad terytoriami sygnatariuszy; pomysł ten został jednak odrzucony przez delegację radziecką.